# Juan Ignacio Molina
Juan Ignacio Molina (ur. 24 czerwca 1740 w Guaraculén w regionie Maule w Chile, zm. 12 września 1829 w Bolonii we Włoszech) – chilijski jezuita i naturalista.

## Życiorys
Molina urodził się w Guaraculén, dużej farmie w pobliżu Villa Alegre w regionie Maule w Chile (obecnie prowincja Linares). Rodzice nazywali się Agustín Molina i Francisca González Bruna. Pobierał nauki w Talca, a następnie w Kolegium Jezuickim w Concepción. Gdy w 1768 jezuici zostali wyrzuceni z Chile, przeniósł się do Bolognii we Włoszech, gdzie pracował jako wykładowca historii naturalnej. W roku 1782 wydał drukiem Saggio sulla Storia Naturale del Cile, które było pierwszym naukowym opisem fauny i flory Chile. Wiele gatunków zostało w ten sposób po raz pierwszy opisanych naukowo. Dzieło to zostało przetłumaczone na francuski, hiszpański, niemiecki i angielski.
Mieszkając we Włoszech Molina badał również Parco dei Gessi Bolognesi, opisując jego strukturę geologiczną i walory naturalne. W 1821 opublikował w Bolonii Memorie di Storia Naturale. Badacz zmarł mając blisko 90 lat.
W 1834 jedno z chilijskich miast zostało nazwane jego imieniem.

## Taksonomia
Juan Ignacio Molina jako pierwszy opisał liczne gatunki chilijskich roślin (m.in. araukarię chilijską, orczę boldo, mydłokę właściwą, Maytenus williamsii, Maytenus boaria, trzęślicę) i zwierząt (m.in. nutrię, koszatniczkę, kota pampasowego, wikunię, flaminga chilijskiego, szynszylę małą, huemala).
W różnych dziełach, gdzie cytuje się jego publikacje, nazywany jest Opatem Moliną. Autorzy używają też włoskich form jego imienia i nazwiska – Giovanni Ignazio Molina. Hipólito Ruiz López dedykował mu nazwę rodzaju Molina, później uznanego w 1902 za podrodzaj Baccharis przez Heeringa, obecnie zaś przywróconego jako Neomolina przez F.H. Hellwiga. Inni biolodzy uczcili naturalistę nazywając jego imieniem rodzaj Gramineae – Moliniopsis, jako synonim dla Molinia używanego przez Franza Paula von Schranka.

## Dzieła
- Elejias Latinas (1761)
- Compendio della Storia geografica, naturale, e civile del Regno del Cile (Bolonia 1776)
- Saggio sulla Storia Naturale del Cile del Signor Abate Giavinni Ignazio Molina (Bolonia 1782)
- Saggio sulla Storia Naturale Del Cile di Gio: Ignacio Molina Seconda edizione accreciusta e arricchita di una nuova carta geografica e del ritrati dell' autore (Bolonia 1810)
- Analogias menos observadas de los tres reinos de la Naturaleza (1815)
- Sobre la propagación del genero humano en las diversas partes de la tierra (1818)
- Memorie di Storia naturale, lette in Bologna nelle adunante dell'Istituto dall'Abate Gioan-Ignazio Molina Americano. Membro dell'Istituto Pontificio (Bolonia 1821)